# Лесной (Башкортостан)
Лесно́й (баш. Лесной) — деревня в Уфимском районе Республики Башкортостан Российской Федерации. Входит в состав Миловского сельсовета.

## География

### Географическое положение
Расстояние до:
- районного центра (Уфа): 30 км,
- центра сельсовета (Миловка): 12 км,
- ближайшей ж/д станции (Юматово): 8 км.

## Население
| 2002 | 2009 | 2010 |
| ---- | ---- | ---- |
| 22   | ↘7   | ↗15  |

Национальный состав
Согласно переписи 2002 года, преобладающие национальности — башкиры (54 %), русские (32 %).